# Bernard Baruch
Bernard Mannes Baruch - /bəˈruːk/ - (Camden, Carolina del Sud, 19 d'agost de 1870 - Nova York, 20 de juny de 1965) va ser un financer, filantrop, estadista i consultor polític estatunidenc. Després del seu èxit a l'empresa, es va dedicar a assessorar el president dels Estats Units Woodrow Wilson i Franklin D. Roosevelt d'assumptes econòmics i va esdevenir un filantrop. És el responsable de l'expressió Guerra Freda per referir-se a l'enfrontament que vingué entre els EUA i l'URSS després del final de la Segona Guerra Mundial.